# 萨姆·库泰萨
萨姆·库泰萨（英語：Sam Kutesa，1949年2月1日—），乌干达律师和政治人物。现任乌干达外交部长，曾任联合国大会主席。

## 生平
库泰萨生于乌干达。曾任乌干达总检察长、计划和经济发展部长、投资事务部长和外交部长。
2014年6月11日，接替约翰·威廉·阿什，当选第69届联合国大会主席。

## 荣誉

### 外国勋章奖章
- 旭日大绶章（日本，2017年4月29日公布[2]）